# Jan Mol (architect)
Johannes (Jan) Mol (Den Haag, 4 januari 1893 – Nijmegen, 4 september 1962), in vakliteratuur ook wel J. Mol genoemd (soms met de toevoeging sr.), was een Nederlandse architect, die vooral werkzaam was in Den Haag.

## Leven en werk
Na via zelfstudie een diploma als bouwkundig opzichter te hebben behaald, werkte Jan Mol negen jaar als bouwkundige voor een bierbrouwerij. In 1921 vestigde hij zich in Den Haag als zelfstandig architect. Het zwaartepunt van zijn oeuvre ligt bij de scholen die hij in die stad ontwierp en verbouwde, waarvan de Katholieke Sociale Academie (1963) tot de bekendste behoort. Hij heeft echter ook buiten Den Haag bouwwerken ontworpen, waaronder bedrijfsgebouwen, fabrieken, scholen en kloosters, onder meer in Delft en Groningen.
Jan Mol is in september 1962 tijdens een vakantie op 69-jarige leeftijd te Nijmegen overleden.

## Werken (selectie)

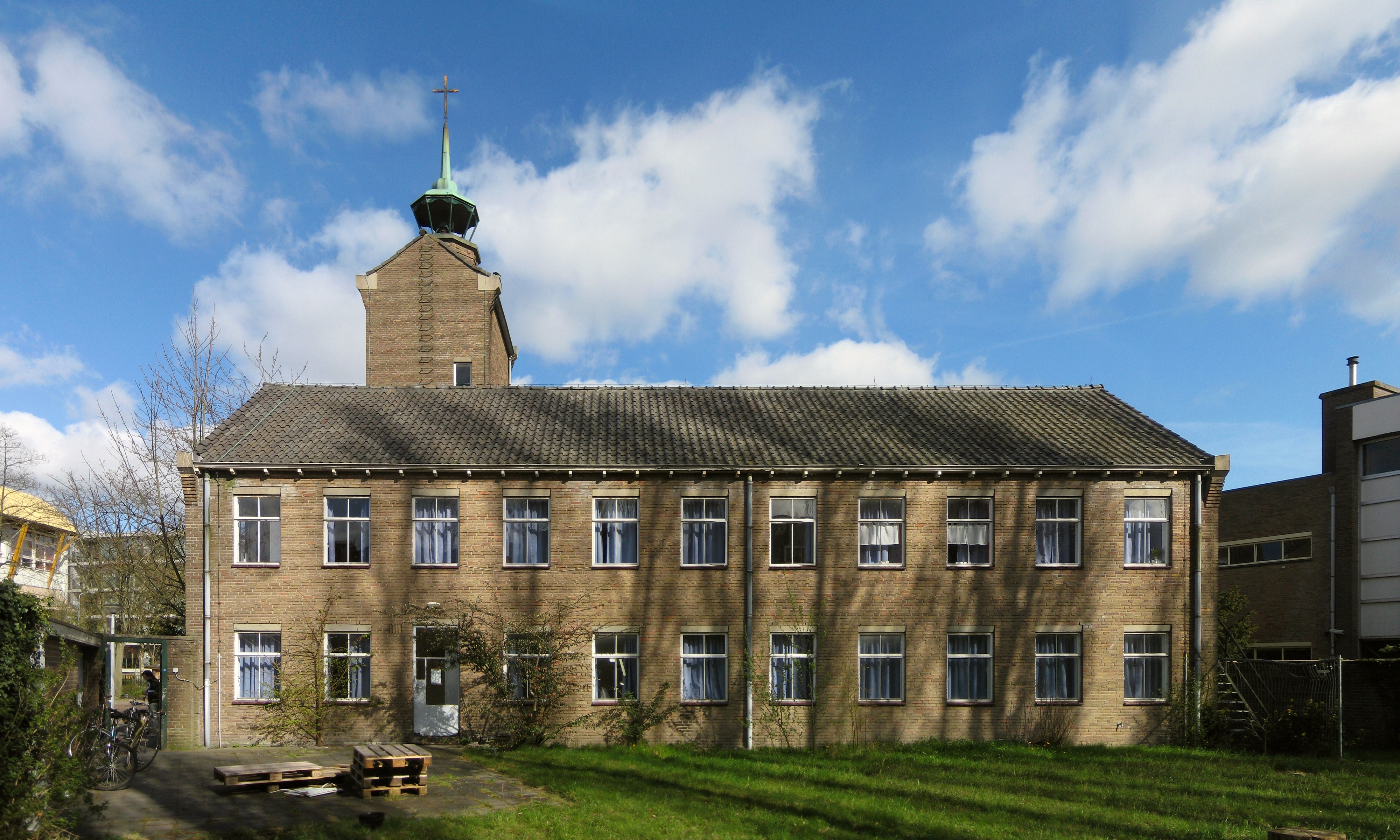
Het voormalige klooster Mariënholm (1957–'58) in Groningen in 2012

- 1932: Winkelpui in art-decostijl, Delft[1]
- 1948–1952: Verbouwing Rooms-katholieke Meisjesschool aan de Amalia van Solmsstraat, Den Haag[2]
- 1956–1957: Rooms-katholieke huishoudschool St. Bernadette, Groningen[3]
- 1957–1958: Rooms-katholiek klooster Mariënholm, Groningen[4]
- 1958–1960: St. Nicolaasschool aan de Helenastraat, Den Haag[5]
- 1963: Katholieke Sociale Academie, Den Haag[6]